# Chicoana
Chicoana est une ville argentine située dans la province de Salta. C'est le chef-lieu du département de Chicoana.

## Situation
Elle est située à 47 km au sud de Salta, la capitale provinciale. On y accède par la route nationale 68. La ville se trouve ainsi à quelque douze kilomètres à l'ouest du lac de Cabra Corral.

## Histoire
Chicoana correspond à une ville du peuple Pazioca, conquise au XIIIe siècle par les Quechuas sous le commandement de Tupac Yupanqui. La ville fut incorporée au sein du Tahuantinsuyu (Empire Inca). Dès lors, Chicoana, sous le nom de Sikuani, devint la capitale de la « province » du Tukma ou Tukuman. C'était un nœud routier traversé par le Kapak ñan ou « Chemin de l'Inca » (lequel devint plus tard le Camino Real espagnol).

## Tourisme
Aux environs de la ville se trouvent les ruines de l'antique cité précolombienne de Sikuani. 

Un autre grande attraction touristique est le lac de barrage de Cabra Corral situé à 12 km au sud-est de Chicoana.